# 10566 Zabadak
10566 Zabadak è un asteroide della fascia principale. Scoperto nel 1994, presenta un'orbita caratterizzata da un semiasse maggiore pari a 2,6900096 UA e da un'eccentricità di 0,2076725, inclinata di 11,04250° rispetto all'eclittica.